# Jamais vu

## Tâm lý học
Các nhà tâm lý học cho rằng hiện tượng này khác với déjà vu, hiện tượng jamais vu đòi hỏi phải có cảm giác kỳ lạ và thật sự ấn tượng đối với người quan sát khi trông thấy một khung cảnh đặc biệt, mà người đó biết chắc rằng đã từng trong khung cảnh đó.
Jamais vu thường được giải thích như trong giây phút đó một người thể nhận biết được ký tự chữ, mọi người xung quanh hoặc nơi người đó đứng.
Hiện tượng này thường được gộp lại với déjà vu và presque vu (thường gọi là Vus).
Jamais vu đôi khi được cho là loại bệnh mất trí nhớ hoặc bệnh động kinh. Với chứng động kinh, jamais vu có thể là do một vùng não bị rối loạn bắt đầu từ thùy não.
Trong tâm lý học, thuật ngữ jamais vu (từ tiếng Pháp, có nghĩa là "chưa hề thấy") dùng để mô tả một khung cảnh bất kỳ nào đó rất quen thuộc mà không được công nhận bởi người quan sát.
Một ý kiến khác cho rằng, trong quá trình sinh hoạt, giao tiếp hằng ngày, bộ não con người có khả năng tự sắp xếp, liên kết các sự kiện và phân tích một cách logic, từ đó tạo ra những hình ảnh, âm thanh, sự kiện có khả năng xảy ra trong tương lai và ghi vào vùng trí nhớ, điều này gần giống với phương pháp tiên tri. Khả năng tự sắp xếp và liên kết này của não người được hình thành và rèn luyện trong quá trình con người ta suy nghĩ và suy đoán có chủ ý (chẳng hạn đoán trước được một điều gì đó). Vì thế, khi bắt gặp một trong những sự việc mà bộ não đã phân tích đúng (có thể có một số trường hợp là sai, điều này lý giải tại sao chỉ đôi khi chúng ta mới gặp hiện tượng Déjà vu) thì lúc đó chúng ta sẽ có cảm giác "hình như" mình đã bắt gặp hoặc đã từng ở vào tình huống đó trong quá khứ.

## Hiện tượng liên quan
- Déjà vu: nhớ lại một việc gì đã xảy ra trước đó. Trong tiếng Pháp, nghĩa đen của điều này là "đã nhìn thấy", từ này cũng tương đương với từ déjà vécu nghĩa là "đã từng làm".
- Presque vu: gần như không hoàn toàn nhớ nhớ rõ một việc gì đó. Đây là một cảm giác "mắc ở trong cổ họng, định nói nhưng lại thôi, không thể nói được"